# St. Michael (Ottmaring)

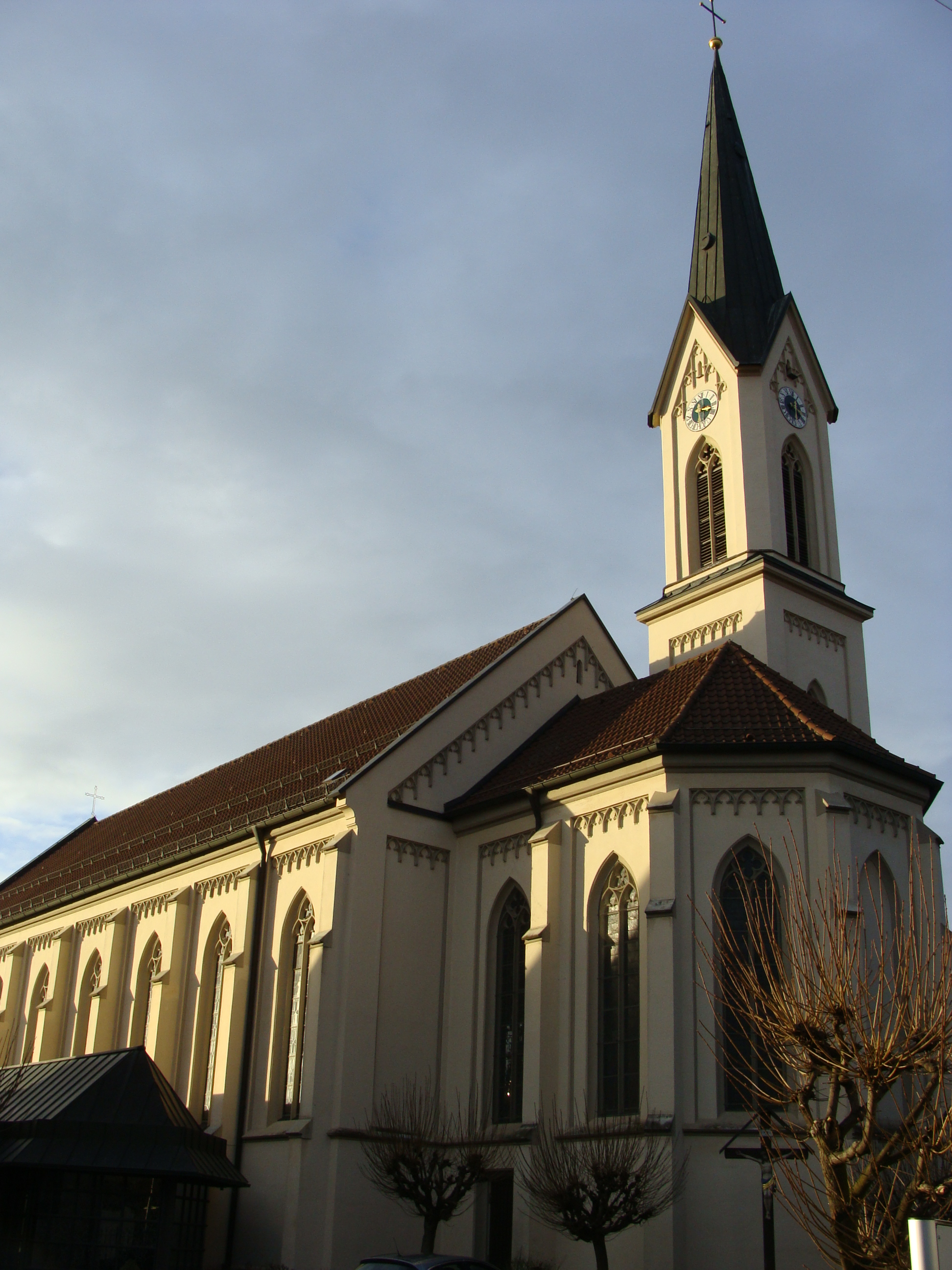
St. Michael in Ottmaring

Die katholische Pfarrkirche St. Michael ist ein Baudenkmal in Ottmaring bei Friedberg in Bayern.

## Geschichte
Eine Chorturmkirche wurde in der ersten Hälfte des 13. Jahrhunderts in der Nähe der früheren Burg von Ottmaring errichtet. Der Turm und das Langhaus wurden im späten 15. Jahrhundert teilweise erneuert. Mehrere Brände im Zuge kriegerischer Auseinandersetzungen 1704 und 1796 überstand die Kirche offenbar unbeschadet. Nachdem die Kirche auch von einem Stadtbrand 1841 weitgehend verschont geblieben war, wurde der Turm bei einem erneuten Brand 1865 beschädigt, wodurch die Glocken schmolzen. Das neue Geläut führte dann allerdings dazu, dass der Turm statisch zu stark belastet wurde. Sensibilisiert durch den Einsturz des Kirchturms in St. Jakob in Friedberg, wurde zunächst der Turm 1869 abgerissen. 1876 wurde der Architekt Max Treu mit einem kompletten Neubau beauftragt, der in neugotischem Stil 1877 bis 1878 errichtet und 1881 geweiht wurde. Der Langbau wurde 1984 nach Plänen von Hans Gebauer um zwei Joche verlängert und zwischen dem Pfarrhaus und dem Kirchenschiff ein moderner Zwischenbau sowie ein nördlicher Anbau erstellt.

## Baubeschreibung
Es handelt sich bei der Kirche um einen Saalbau mit sechs Strebepfeilerjochen, einer flachen Stichkappentonne und eingezogenem, polygonalem Chor. Der Turm mit gotisierender Turmhaube und Maßwerkfriesen ist seitlich angesetzt. Die moderne Verbindung zum barocken Pfarrhof schafft einen bewussten Kontrast und macht die historischen Baugruppen sichtbar.

## Ausstattung
Die Glasfenster der Kirche wurden 1890 von der Mittermairschen Glasmalerei-Anstalt in Lauingen gefertigt. Sie stellen links die Heiligen Gregor, Ambrosius, Lukas und Johannes und rechts die Heiligen Hieronymus, Augustinus, Matthäus und Markus dar. Diese aus der mittelalterlichen Sakralarchitektur abgeleiteten historistischen Werke gelten als Seltenheit. Der Glasfensterzyklus im Zwischengebäude stammt von Silvia Nagacevschi, Helmut Ulrich und Roman Harasymiw und zeigt die Heilsgeschichte von der Schöpfung bis zum Pfingstgeschehen. Die Ausmalungen in der Kirche wurden zwischen 1907 und 1910 von Otto Hämmerle (Langhausfresko) und Josef Becker durchgeführt. Die übrige neugotische Bemalung wurde 1945 entfernt. Im Zuge der Erweiterungsmaßnahmen 1984 wurde diese anhand alter Fotos rekonstruiert. Der Hauptaltar im Chor ist dem heiligen Michael geweiht und wurde in der Baldauf'schen Kunstanstalt in Augsburg von Carl Port 1880 erstellt. Neben dem heiligen Michael im Mittelschrein stehen Figuren der Heiligen Nikolaus und Joseph. In der Nische des Auszugs findet sich eine Herz-Jesu-Figur. Die Nebenaltäre sind etwa genauso alt und stammen aus der Hand des Aichacher Kunstschreiners Anton Schmid. Der linke Altar ist der Muttergottes geweiht. Neben ihr die heiligen Isidor und Notburga sowie darüber Franz Xaver. Der rechte Seitenaltar ist dem heiligen Sebastian geweiht, neben ihm die heiligen Wendolin und Leonhard sowie Nepomuk darüber. Die Heiligenfiguren an den Langhauswänden um 1910 sind von Martin Bigelmayer und stellen die Heiligen Kreszensia, Afra und Anna (links) sowie die Heiligen Florian, Ulrich und Antonius (rechts) dar.